# Arpachschad
Arpachschad (auch Arpaksad; hebräisch אַרְפַּכְשַׁד; „Heiler“) war nach dem Buch Genesis der Bibel der Sohn Sems und der Enkel Noachs (vgl. Genesis 10,22.24 , 11,10–13 ; 1 Chr 1,17–18 ).

## Stammbaum
Arpachschad soll zwei Jahre nach der Sintflut geboren worden sein, als sein Vater gerade 100 Jahre alt war. Seine Brüder waren Elam (Urvater der Elamiter), Aschur, Lud und Aram, seinen Sohn nannte man Schelach (teilweise auch Salah). Er ist ein Vorfahre Abrahams und wurde von Flavius Josephus und anderen als Stammvater der Chaldäer gesehen.
Der Name soll in der Provinz Arrapachitis im nördlichen Assyrien erhalten geblieben sein. Nach Soggin soll es sich dabei jedoch um ein nichtsemitisches Wort handeln, das sich vom ugaritischen arraphana herleitet.